# Täkumetsa
Koordinaten: 59° 23′ N, 27° 20′ O
Täkumetsa ist ein Dorf (estnisch küla) in der Landgemeinde Kohtla (Kohtla vald). Es liegt im Kreis Ida-Viru (Ost-Wierland) im Nordosten Estlands.
Das Dorf hat 35 Einwohner (Stand 1. Januar 2010). Es liegt südöstlich der Stadt Kohtla-Järve.